# San José (Copán)
Pour les articles homonymes, voir San José.
San José est une municipalité du Honduras, située dans le département de Copán.

## Composition
Fondée le 7 mars 1890, la municipalité de San José comprenait 6 villages et 50 hameaux en 2013.
| Code   | Village                                 |
| ------ | --------------------------------------- |
| 041701 | San José (chef-lieu de la municipalité) |
| 041702 | Buena Vista                             |
| 041703 | El Porvenir                             |
| 041704 | Las Delicias                            |
| 041705 | Plan de San Jerónimo                    |
| 041706 | Vivistorio                              |

## Crédit d'auteurs
- (es) Cet article est partiellement ou en totalité issu de l’article de Wikipédia en espagnol intitulé « San José (Copán) » (voir la liste des auteurs).